# Алкмеониди
Алкмеонидите (на старогръцки: Ἀλκμαιωνίδαι, Alkmaioniden, Alcmaeonidae, Alcmaeonids, Alkmeoniden) са знатен род от древна Атина. Те произлизат от Алкмеон, правнук на Нестор, цар на Пилос и участник в Троянската война. Те носили на щитовете си герб във вид на бял трискелион.
Алкмеон е изгонен от Хераклидите от неговата родина Месения. Неговите наследници се заселили в Атика.
През 632 пр.н.е. архонт Мегакъл (I) от рода на Алкмеонидите успява да потуши въоръжен държавен заговор. Въстаниците и техният предводител Килон са затворени на Акропол и оставени да гладуват. След като нападнали крепостта, Алкмеонидите избили голяма част от въстаниците на олтара на Ериниите. За това оскверняване на олтара над рода лежи проклятие.
Алкмеонидите трябвало да напуснат града след вземането на властта от тирана Пизистрат през 546/545 пр.н.е., понеже са се били против него.
Клистен, син на Мегакъл, през 507 пр.н.е. поставя началото на атинската демокрация.
Перикъл, чрез майка си също е от този род, както и Алкивиад, правнук на Клистен.
Алкмеонидите загубват влиянието си след Пелопонеската война (431 – 404 пр.н.е.).
Генеалогия на Алкмеонидите: